# José Manuel Fors
José Manuel Fors Durán es un artista cubano contemporáneo nacido en La Habana, Cuba en 1956. Su trabajo se nutre fundamentalmente de la instalación y de la manipulación de la fotografía como soporte de estas. Sus primeras incursiones artísticas, durante la década del ochenta, forman parte de lo que se ha denominado como “Renacimiento del Arte Cubano”. Sus obras han sido mostradas en renombrados museos y galerías en Cuba, Canadá, Estados Unidos, México, España, Francia, Italia, Bélgica, Rusia, Japón y China.

## Historia
José Manuel Fors se graduó de la Academia de Arte San Alejandro en 1976 y del Instituto de Museología de La Habana en 1986. Trabajó como museógrafo durante 10 años en el Museo Nacional de Bellas Artes de La Habana. 
En 1981, protagoniza una de las muestras renovadoras del panorama del arte cubano: Volumen I. 
Sus incursiones en la abstracción matérica fueron simiento para realizar posteriormente propuestas abarcadoras y diversas en los diferentes modos de expresión artística. Así, su primera exposición personal “Acumulaciones” (1983) iniciaría algunos de los tópicos y metodologías más recurrentes en su proceder. 
En la obra de Fors la fotografía adquiere una dimensión diferente. En algunos casos, como por ejemplo en sus primeras versiones de “Hojarasca” (1982) instalación realizada por el artista en su casa, constituyen un soporte documental. 
Por otra parte los recortes de fotografías que usualmente utiliza en su instalaciones (ejemplo en las piezas: La sombra dilatada, Historias circulares, Fragmentos, Atados de memoria, entre otros) se erigen como resortes que articulan y al unísono revelan su interés por la memoria, uno de los tópicos dentro de su obra. 
Este último tema junto a la fragmentación y las acumulaciones conforman el acervo principal del que se nutre su trabajo artístico. 
Sus creaciones suelen tener la inspiración en la literatura. Algunos de los más importantes escritores cubanos han sido puntuales en ello, fundamentalmente Eliseo Diego, Lezama Lima, Miguel Collazo, Dulce María Loynaz, cuyos textos titulan algunas de sus obras. También escritores universales como J.D. Salinger, Michel Foucault, Bradbury. 
José Manuel Fors es un artista en constante exploración y experimentación de los límites espaciales, transformando de manera imperceptible con pequeños y desgastados objetos, imágenes antiguas o fragmentos de otras obras, sus creaciones.

## Colecciones relevantes
- Museo Nacional de Bellas Artes. La Habana, Cuba
- Casa de Las Américas. La Habana, Cuba
- Fototeca de Cuba. La Habana, Cuba
- Los Angeles County Museum of Art 9 (LACMA) Los Angeles, CA. USA
- Museum of Contemporary Art (MOCA) Los Angeles, CA. USA
- The Museum of Fine Arts. Houston, Texas, USA
- Museum of Art. Fort Lauderdale, FL, USA
- University of Virginia Art Museum. Charlottesville, USA
- Jordan Schnitzer Museum of Art. University of Oregon, Eugene, USA
- Fundación Museo de Bellas Artes. Caracas, Venezuela
- Museo Las Américas. Managua, Nicaragua
- The Pilara Foundation. San Francisco, California, USA
- Farber Collection
- CIFO
- Rubin Collection

## Reconocimientos
2016- Premio Nacional de las Artes Plásticas. La Habana. Cuba.
2007- Categoría docente especial de Profesor Consultante del Instituto Superior de Arte. La Habana. Cuba.
2001- Diploma al Mérito Artístico. Instituto Superior de Arte. La Habana. Cuba.
1999- Distinción de la Cultura Nacional. Ministerio de Cultura. La Habana. Cuba.
1989- Medalla de Oro. 49th International Photographic Salon of Japan. Tokio. Japón.

## Exposiciones personales
2024
- LA HABANA INVISIBLE. Proyecto expositivo bipersonal ENTREDOS DE LA HABANA. Centro de Desarrollo de las Artes Visuales. La Habana, Cuba.

2023
- DERRUMBAMIENTOS. Museo Nacional de Artes Decorativas. La Habana, Cuba.

2021
- LAS MARCAS DESCIFRABLES. Galería La Acacia. La Habana, Cuba.

2019
- CANDIES. Pan American Art Projects. Miami FL, USA.

2017
- PALIMPSESTO. Museo Nacional de Bellas Artes. La Habana, Cuba.

2015
- EL PESO LEVE DE TODO LO CREADO. XII Bienal de La Habana. Fortaleza de la Cabaña. La Habana, Cuba.

2014
- ENTRE LA SOMBRA Y EN LA PARED. Galería Villa Manuela. La Habana, Cuba.

2012
- PORMENORES. XI Bienal de La Habana. Fortaleza de La Cabaña. La Habana, Cuba.
- CIUDAD FRAGMENTADA. KCI Gallery. Krause Center for Innovation. Foothill College, CA. USA.

2011
- FRAGMENTOS. Pan American Art Projects. Miami FL, USA.

2008
- OBJETOS. Galería La Casona. La Habana, Cuba.

2006
- OBJETOS FOTOGRÁFICOS. Auditorio de Galicia. Santiago de Compostela, España.
- HISTORIAS CIRCULARES. Museo de Bellas Artes. La Habana, Cuba.

2005
- CÍRCULOS. Fototeca de Cuba. La Habana, Cuba.
- JOSÉ MANUEL FORS. Boy Cott Art Gallery. Bruselas, Bélgica.

2004
- LAS CARTAS. Casa de Las Américas. Galería Latinoamericana. La Habana, Cuba.
- LARGAS CARTAS. Couturier Gallery. Los Angeles, CA. USA.

2003
- LOS OBJETOS. Geukens & De ViI Contemporary Art. Knokke- Zoute, Bélgica.

2002
- FALLEN LEAVES. Couturier Gallery. Los Angeles, CA. USA.

2001
- JOSÉ MANUEL FORS. Grimaldis Gallery. Baltimore. MD. USA.
- BEYOND CUBA, Mirages of Absence. José Manuel Fors y Rogelio López Marín (Gory) Beadleston Gallery. New York, USA.

2000
- JOSÉ MANUEL FORS, Cuban Photographer. Couturier Gallery. Los Angeles, CA. USA.

1999
- SALÓN NACIONAL DE FOTOGRAFÍA. Centro de Desarrollo de las Artes Visuales. La Habana, Cuba.
- JOSÉ MANUEL FORS, Cuban Photographer. Couturier Gallery. Los Angeles, CA. USA.

1998
- FOTO- INSTALLATLES. Geukens & De ViI Contemporary Art. Knokke- Zoute, Bélgica.

1997
- JOSÉ MANUEL FORS. Verso Photo Gallery. Tokio, Japón.
- LAS VENTANAS. Galería La Acacia. La Habana, Cuba.
- JOSÉ MANUEL FORS. Boy Cott Art Gallery. Bruselas, Bélgica.
- LOS RETRATOS. Fortaleza del Morro. VI Bienal de La Habana. La Habana, Cuba.

1996
- PROYECTO EL VOLUBLE ROSTRO DE LA REALIDAD. Fototeca de Cuba. Fundación Ludwig de Cuba. La Habana, Cuba.
- DESDE LA TIERRA. II Jornada Fotográfica de Mérida. Galería La Otra Banda. Mérida, Venezuela.

1995
- EL PASO DEL TIEMPO, proyectos naturalezas conjuradas. Centro Wilfredo Lam. La Habana. Cuba.

1992
- TRABAJOS FOTOGRÁFICOS. Fototeca de Cuba, La Habana. Cuba.

1988
- LA TIERRA. Centro Provincial de Artes Plásticas y Diseño. La Habana. Cuba.
- GOLPES DE VISTA. Museo Provincial. Villa Clara, Cuba.

1983
- ACUMULACIONES. Casa de la Cultura de Plaza. La Habana, Cuba.

## Exposiciones Colectivas
2025
- MEMORY WORKS. Jordan Schnitzer Museum of Art, University of Oregon, USA.

2024
- 70/80 ARTE CUBANO. XV Bienal de La Habana. Galería Collage Habana. Cuba.
- HOMENAJE A LOS 40 AÑOS DE LA BIENAL DE LA HABANA. XV Bienal de La Habana. Estación Cultural Línea y 18, La Habana. Cuba.

2023
- ARCHIPIÉLAGOS TANGENTES. Galería Artes de Cuba. Santa Fe, Nuevo México. USA.
- FOTO CUBA. Galería Artes de Cuba. Santa Fe, Nuevo México. USA.

2022
- A LA VUELTA DE LOS 40. Galería La Acacia. La Habana. Cuba.

2019
- MUSEOS INTERIORES. XIII Bienal de La Habana. Museo Nacional de Bellas Artes. La Habana. Cuba.

2017
- WILD NOISE/ RUIDO SALVAJE. Bronx Museum of the Arts. New York. USA.
- TIEMPO DE LA INTUICIÓN. 57 Bienal de Venecia, Italia.
- SHIPWRECKED OF REASON. Pompano Beach Cultural Center, Florida, USA.

2015
- CONTAMINACIÓN. Museo Nacional de Bellas Artes. La Habana, Cuba.
- PHOTOGRAPHY IN CUBA TODAY. Chazen Museum. Madison, Wisconsin, USA.
- LENS WORK: Celebrating LACMA´s Experimental Photography at 50. Los Angeles, USA.

2013
- ALMACENES AFUERA. Museo Nacional de Bellas Artes. La Habana, Cuba.
- A SENSE OF PLACE. Pier 24. San Francisco, CA, USA.
- DEL OTRO LADO DEL ESPEJO. Galería Servando. La Habana, Cuba.
- CUBART: Contemporary Cuban Art. Pan American Art Projects. New York, USA.

2012
- ESTADO ACTUAL. Muestra colectiva de las vanguardias cubanas. Galería La Acacia. La Habana, Cuba.
- LAS METÁFORAS DEL CAMBIO. Factoría Habana. Colateral XI Bienal de La Habana, Cuba.

2011
- 50 EN LOS 50. Galería La Acacia. La Habana, Cuba.
- URBANITAS. Art Miami 2011. Pan American Art Projects, Miami FL, USA.

2010
- MADRID MIRADA, 14 Artistas Latinoamericanos. Fototeca de Cuba. La Habana, Cuba.
- CUBA AVANT-GARDE: Arte Contemporáneo Cubano de la Colección Farber. University of Miami Lowe Art Museum. Florida, USA.
- ENCUENTROS. Sala Retiro, Caja Madrid, España.

2008
- RODEADO DE AGUA: Expresión de Libertad y aislamiento en el arte cubano contemporáneo. Boston University Art Gallery, USA.
- CUBA Art History From 1868 To Today. The Montreal Museum of Fine Arts, Canadá.

2007
- CUBA AVANT-GARDE: Arte Contemporáneo cubano de la Colección Farber. Harn Museum of Art, Gainesville, Florida, USA.
- CUBA AVANT-GARDE: Arte Contemporáneo cubano de la Colección Farber. Museo Ringling, Tampa, Florida, USA.
- HABANART à Québec. Quebec, Canadá.
- HOMING DEVICES. Contemporary Art Museum, Tampa, USA.

2006
- Centro Cultural Banco do Brasil, Sao Paulo, Río de Janeiro, Brasilia, Brasil.

2005
- DOCUMENTING POETRY: Contemporary Latin American Photography. Maier Museum of Art. Virginia, USA.
- NO ISLAND IS AN ISLAND: Contemporary Cuban Art, Sawhill Gallery, James Madison University, Harrisonburg, VA.
- CONTEMPORARY ART AND THE ART OF SURVIVAL. Natalie and James Thompson Art Gallery. San José State University. San José, California, USA.

2002
- SHIFTING TIDES: Cuban Photography After the Revolution. Museum of Contemporary Photography, Chicago, USA.

2001
- FOUR CUBAN PHOTOGRAPHERS. Couturier Gallery. Los Angeles, CA, USA.
- SHIFTING TIDES: Cuban Photography after the Revolution. Los Angeles County Museum of Art (LACMA) Los Angeles, CA, USA.
- SHIFTING TIDES: Cuban Photography After the Revolution. Grey Art Gallery. New York University. New York, USA.

2000
- VIGOVISIÓNS. IX Fotobienal. Vigo, Pontevedra, España.
- Subasta Humanitaria, Arte Cubano Contemporáneo. Casa de las Américas. La Habana, Cuba.

1999
- LA HUELLA MÚLTIPLE. Centro de Desarrollo de las Artes Visuales. La Habana, Cuba.
- METÁFORAS / Comentarios. Artistas de Cuba. State University of San Francisco, CA, USA.
- LO REAL INFATIGABLE. Fundación Ludwig de Cuba; Centro de Desarrollo de las Artes Visuales. La Habana, Cuba.

1998
- ¿CÓMO ES POSIBLE SER CUBANO? La Maison de l'Amérique Latine. París, Francia.
- FRAGMENTOS A SU IMÁN. Casa de Las Américas. La Habana, Cuba.

1997
- MÁS ALLÁ DEL PAPEL. Centro de arte Conde Duque, Madrid, España.
- CONTEMPORARY CUBAN ART. 33 Hazelton Avenue, Toronto, Canadá.

1996
- FOTOGRAFÍA CUBANA. Fotocentre. Unión de Periodistas de Rusia. Moscú, Rusia.

1995
- RELACIONES PELIGROSAS. Centro de Desarrollo de las Artes Visuales. La Habana, Cuba.
- VESTIGIOS. Ego: un retrato posible. Centro de Desarrollo de las Artes Visuales. La Habana, Cuba.
- I SALÓN NACIONAL DE ARTE CUBANO CONTEMPORÁNEO. Museo Nacional de Bellas Artes. La Habana, Cuba.
- VISIONI, Fotografía Cubana de los 90. Spazio Italia. Milán, Italia.

1994
- X Abril Mes de la Fotografía. Mérida, Yucatán, México.

1993
- LA NUBE EN PANTALONES. Museo Nacional de Bellas Artes. La Habana, Cuba.
- PLÁSTICA CUBANA CONTEMPORÁNEA DE LOS OCHENTA. Museo Universitario del Chopo, México.

1992
- FOTOGRAFÍA CUBANA CONTEMPORÁNEA. Exposición itinerante. Firenze, Italia.

1991
- NUEVAS ADQUISICIONES CONTEMPORÁNEAS. Muestra de Arte Cubano. Museo Nacional de Bellas Artes. La Habana, Cuba.

1989
- 49th International Photographic Salon of Japan. Tokio, Osaka, Nagoya, Kyoto, Sapporo, Fukuoka, Japón.
- III Bienal de La Habana. Museo Nacional de Bellas Artes. La Habana, Cuba.

1987
- EL ÁRBOL Y LA VIDA. Museo Nacional de Bellas Artes. La Habana, Cuba.
- VISIONES DEL PAISAJE. Galería de la Universidad de Los Andes. Mérida, Venezuela.

1986
- PINTURA CUBANA ACTUAL. Galería Nacional de Arte Contemporáneo. San José, Costa Rica.
- II Bienal de La Habana. Museo Nacional de Bellas Artes. La Habana, Cuba.

1985
- DE LO CONTEMPORÁNEO. Museo Nacional de Bellas Artes. La Habana, Cuba.

1984
- Manipulación y Alteración de la Imagen Fotográfica. Consejo Mexicano de la Fotografía. México DF, México.

1983
- Encuentro de Jóvenes Artistas Latinoamericanos. Casa de Las Américas. La Habana, Cuba.

1982
- Premio de Fotografía Cubana. Galería 23 y M. La Habana, Cuba.

1981
- VOLUMEN I. Centro de Arte Internacional. La Habana, Cuba.
- TRECE ARTISTAS JÓVENES. Galería Habana. La Habana, Cuba.
- SANO Y SABROSO. Galería 23 y 12. La Habana, Cuba.
- Cuban Posters, Drawing and Graphics From Cuba. New Delhi, India.

1980
- Salón de Pintura Carlos Enríquez. Centro de Arte Internacional. La Habana, Cuba.

1979
- PINTURA FRESCA. Residencia del Artista. La Habana, Cuba.
- PINTURA FRESCA. Galería de Arte de Cienfuegos. Cienfuegos, Cuba.

1978
- Exposición Colectiva de Dibujos. Galería Habana. La Habana, Cuba.